# Santa Eulàlia d'Arròs
Santa Eulàlia d'Arròs és l'església parroquial d'Arròs, municipi de Vielha e Mijaran (Vall d'Aran), protegida com a bé cultural d'interès local.

## Descripció
Església d'una sola nau amb volta d'aresta i amb el final d'absis quadrat. Té també un campanar de planta i cos octogonal adosat al mur de ponent de l'església d'Arròs; consta de sis pisos cada un d'ells delimitats exteriorment per un fris.

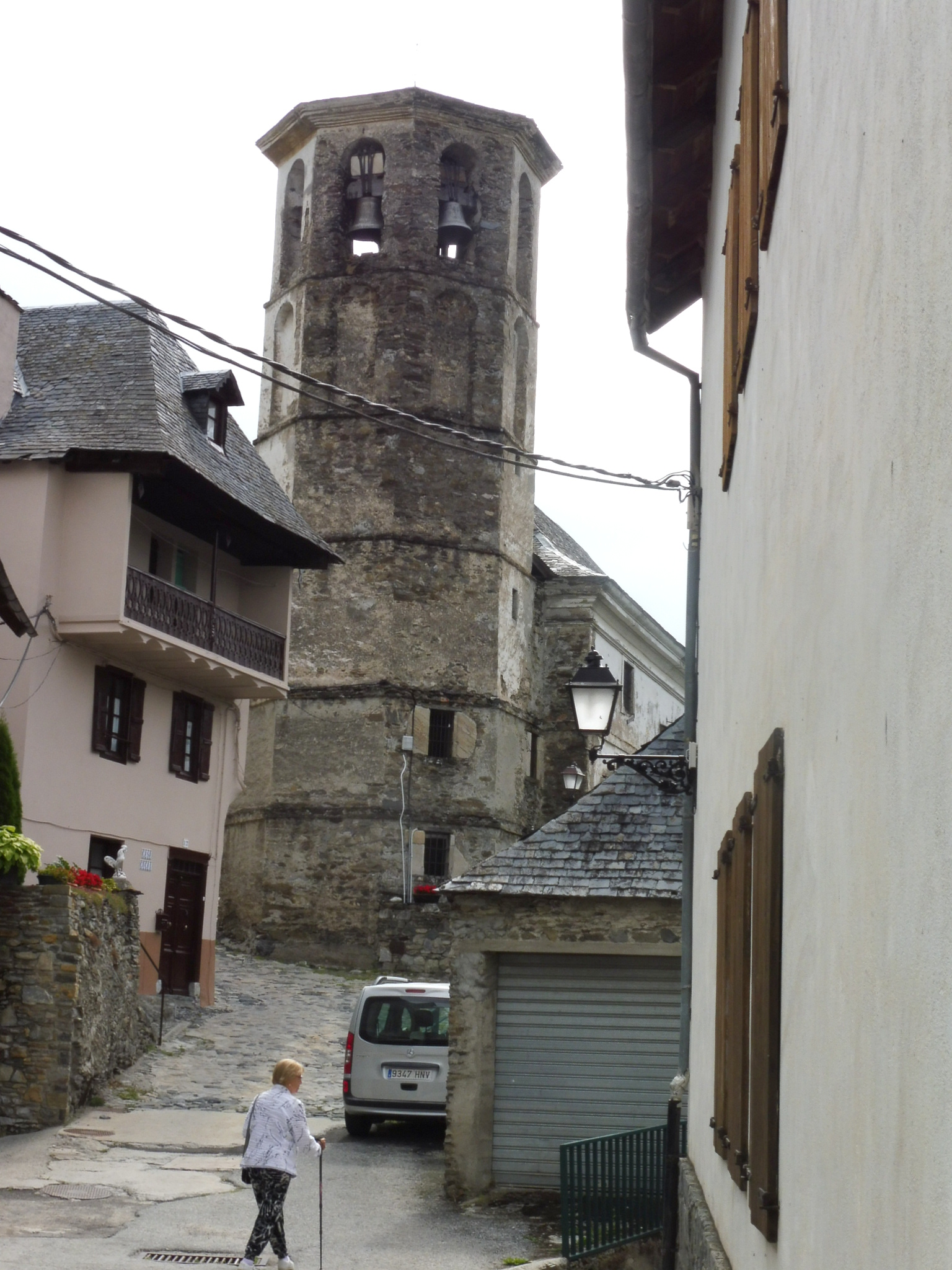
El campanar

Els darrers dos pisos tenen obertures per cada una de les cares.
Conserva una pica baptismal de 1,8 m d'alçada total, de marbre blanc, sense decoració excepte dues petites motllures. El pedestal es recolza sobre una base de tipus àtic.
Pica baptismal composta per cubeta,peu i base. La cubeta de no gaires dimensions presenta una decoració en baix relleu tot representant motius vegetals (la típica tija que volteja tot el perímetre); el peu està decorat de dalt a baix per unes estries en baix relleu que s'eleven en espiral.Per acabar la base té forma quadrada i de gruix pla.
Hi ha també una talla gòtica de la Mare de Déu d'Arròs, que abans era policromada però que el mal estat de conservació li ha fet perdre la policromia.